# Hjortø
Hjortø – duńska wyspa leżąca na południe od Fionii, na cieśninie Mały Bełt. Administracyjnie należy do okręgu Fionii.
- powierzchnia: 0,9 km²
- ludność: 6 mieszkańców (2017 r.)[1]
- gęstość zaludnienia: 6,67 osób/km²
- najwyższe wzniesienie: 3,5 m n.p.m.

Wyspa posiada połączenie promowe ze Svendborgiem.